# Euro Hockey Tour 1999/2000
Euro Hockey Tour 1999/2000 je 4. ročník hokejových turnajů Euro Hockey Tour.

## Česká pojišťovna cup
Hokejový turnaj byl odehrán od 2. do 5. září 1999 ve Zlíně
- Vítěz Česká hokejová reprezentace.

| Tým 1   | Výsledek          | Tým 2   |
| ------- | ----------------- | ------- |
| Finsko  | 4:3 (0:1,1:1,3:1) | Švédsko |
| Rusko   | 1:3 (1:2,0:1,0:0) | Česko   |
| Rusko   | 2:2 (1:1,0:1,1:0) | Finsko  |
| Česko   | 4:2 (2:0,0:0,2:2) | Švédsko |
| Švédsko | 5:4 (1:3,2:1,2:0) | Rusko   |
| Česko   | 3:0 (1:0,0:0,2:0) | Finsko  |

## Karjala cup
Hokejový turnaj byl odehrán od 11. do 14. listopadu 1999 v Espoo
- Vítěz Finská hokejová reprezentace.

| Tým 1   | Výsledek          | Tým 2   |
| ------- | ----------------- | ------- |
| Finsko  | 3:2 (2:1,1:0,0:1) | Švédsko |
| Česko   | 1:3 (1:0,0:2,0:1) | Rusko   |
| Rusko   | 1:2 (0:0,0:1,1:1) | Finsko  |
| Švédsko | 1:4 (1:0,0:1,0:3) | Česko   |
| Rusko   | 4:3 (1:1,3:2,0:0) | Švédsko |
| Finsko  | 3:2 (1:0,2:1,0:1) | Česko   |

## Baltika Cup
Hokejový turnaj byl odehrán od 16. do 21. prosince 1999 v Moskvě. Tohoto turnaje se zúčastnila i Kanada.
- Vítěz Ruská hokejová reprezentace.

| Tým 1   | Výsledek          | Tým 2   |
| ------- | ----------------- | ------- |
| Švédsko | 0:0 (0:0,0:0,0:0) | Finsko  |
| Rusko   | 1:1 (0:1,0:0,1:0) | Česko   |
| Finsko  | 2:3 (1:1,1:2,0:0) | Rusko   |
| Česko   | 2:0 (0:0,2:0,0:0) | Švédsko |
| Švédsko | 5:7 (4:3,1:2,0:2) | Rusko   |
| Finsko  | 3:1 (2:0,1:0,0:1) | Česko   |
| Kanada  | 0:4 (0:2,0:1,0:1) | Švédsko |
| Rusko   | 8:2 (2:1,4:0,2:1) | Kanada  |
| Česko   | 6:2 (2:1,3:0,1:1) | Kanada  |
| Finsko  | 2:2 (1:1,0:0,1:1) | Kanada  |

## Švédské hokejové hry
Hokejový turnaj byl odehrán od 8. do 13. února 2000 ve Stockholmu. Tohoto turnaje se zúčastnila i Kanada.
- Vítěz Finská hokejová reprezentace.

| Tým 1   | Výsledek          | Tým 2   |
| ------- | ----------------- | ------- |
| Švédsko | 0:2 (0:2,0:0,0:0) | Finsko  |
| Rusko   | 2:6 (1:0,1:1,0:5) | Česko   |
| Finsko  | 3:2 (0:0,0:1,3:1) | Rusko   |
| Česko   | 3:1 (1:0,2:0,0:1) | Švédsko |
| Rusko   | 3:2 (3:0,0:1,0:1) | Švédsko |
| Finsko  | 3:1 (3:0,0:0,0:1) | Česko   |
| Švédsko | 2:2 (0:1,1:1,1:0) | Kanada  |
| Kanada  | 3:2 (1:1,2:0,0:1) | Rusko   |
| Česko   | 1:0 (0:0,0:0,1:0) | Kanada  |
| Kanada  | 3:2 (0:0,2:1,1:1) | Finsko  |

## Celková tabulka EHT 1999/2000
| Mužstvo | Z  | V | R | P  | VG | OG | B  |
| ------- | -- | - | - | -- | -- | -- | -- |
| Finsko  | 12 | 8 | 2 | 2  | 27 | 20 | 18 |
| Česko   | 12 | 7 | 4 | 1  | 31 | 19 | 15 |
| Rusko   | 12 | 5 | 5 | 2  | 33 | 35 | 12 |
| Švédsko | 12 | 1 | 1 | 10 | 23 | 40 | 3  |

## Vysvětlivky k tabulkám a zápasům
- Z – počet odehraných zápasů
- V – počet vítězství
- R – remízy
- P – počet proher
- VG – počet vstřelených gólů
- OG – počet obdržených gólů
- B – počet bodů